# Tom Szczesniak
Thomas „Tom“ Szczesniak (* 26. Januar 1948) ist ein amerikanischer Musiker (Piano, Orgel, Bass, Akkordeon), Komponist, Arrangeur und Orchesterleiter, der lange Jahre in Kanada als Session- und Filmmusiker arbeitete.

## Leben und Wirken
Szczesniak kam 1973 nach Toronto, nachdem er in der U.S. Air Force Band in Washington, D.C. gespielt hatte. Er war vorwiegend als Musiker für Film- und Fernsehproduktionen tätig, u. a. für Earth: Final Conflict, Street Legal, The Road to Avonlea, Side Effects, SCTV, The Wolfman Jack Show und The Jim Henson Hour sowie zahlreichen Jingles. Als Studiomusiker arbeitete er u. a. für Künstler wie Gordon Lightfoot, Anne Murray, Esthero, Bryan Adams, Little Richard, k.d. lang und Dionne Warwick. Mit Ray Parker und Jim Morgan legte er 1999 ein Album mit dem Soundtrack zur Zeichentrickserie Les Aventures De Tintin (Tim und Struppi) vor. Unter eigenem Namen nahm er das Jazzalbum Waltz for Bill (2012) auf, eine Hommage an den Pianisten Bill Evans. Mit Ray Parker betreibt er die Musik-Produktionsfirma Parkerszczmith Inc.

## Filmographie (Auswahl)
- 1986: The Wonderful Wizard of Oz (Fernsehserie)
- 1987: Die Glücksbärchis (The Care Bears) (Fernsehserie)
- 1991: Tim und Struppi (The Adventures of Tintin) (Fernsehserie)
- 1994: Wild C.A.T.s (Fernsehserie)
- 1999: Blaster's Universe (Fernsehserie)
- 2000: Franklin und der grüne Ritter (Franklin and the Green Knight: The Movie)
- 2004: Franklin (Fernsehserie)
- 2006: Franklin und der Wunderstein (Franklin et le trésor du lac)
- ab 2006: Ruby Gloom (Fernsehserie)